# Arina Rodionova
Pour les articles homonymes, voir Rodionov.
Ne pas confondre avec Anastasia Rodionova, sa sœur aînée, également joueuse de tennis.
Arina Rodionova (en russe : Арина Ивановна Родионова), née le 15 décembre 1989 à Tambov, est une joueuse de tennis russe puis australienne, professionnelle depuis 2004. Elle prend la nationalité australienne en février 2014 et est sélectionnée en équipe d'Australie de Fed Cup en 2016.
Elle a remporté l'épreuve de double junior de l'Open d'Australie en 2007. 
En simple, elle s'est plus illustrée sur le circuit ITF puisqu'elle y a remporté 8 titres et a disputé 6 autres finales. Mais même sur ce circuit, ce sont ses performances en double qui sont les meilleures : pour 38 finales jouées, elle a gagné 29 titres.
Elle a décroché en double 2 titres : un titre WTA 250 à Hua Hin en 2020 et un titre WTA 125 à Ningbo en 2014.
Anastasia Rodionova, la sœur d'Arina, est également joueuse de tennis professionnelle.

## Palmarès

### Titre en double dames
| No | Date       | Nom et lieu du tournoi                    | Catégorie | Dotation  | Surface    | Partenaire    | Finalistes               | Score    |          |
| -- | ---------- | ----------------------------------------- | --------- | --------- | ---------- | ------------- | ------------------------ | -------- | -------- |
| 1  | 10-02-2020 | GSB Thailand Open presented by E@ Hua Hin | Intern'l  | 251 750 $ | Dur (ext.) | Storm Sanders | Barbara Haas Ellen Perez | 6-3, 6-3 | Parcours |

### Finales en double dames
| No | Date       | Nom et lieu du tournoi                     | Catégorie | Dotation  | Surface      | Vainqueures                         | Partenaire          | Score             |          |
| -- | ---------- | ------------------------------------------ | --------- | --------- | ------------ | ----------------------------------- | ------------------- | ----------------- | -------- |
| 1  | 22-02-2010 | Malaysian Open Kuala Lumpur                | Intern'l  | 220 000 $ | Dur (ext.)   | Chan Yung-jan Zheng Jie             | Anastasia Rodionova | 6-74, 6-2, [10-7] | Parcours |
| 2  | 08-09-2014 | Prudential Hong Kong Tennis Open Hong Kong | Intern'l  | 250 000 $ | Dur (ext.)   | Karolína Plíšková Kristýna Plíšková | Patricia Mayr       | 6-2, 2-6, [12-10] | Parcours |
| 3  | 02-03-2015 | Abierto Monterrey Afirme Monterrey         | Intern'l  | 500 000 $ | Dur (ext.)   | Gabriela Dabrowski Alicja Rosolska  | Anastasia Rodionova | 6-3, 2-6, [10-3]  | Parcours |
| 4  | 20-02-2017 | Hungarian Ladies Open Budapest             | Intern'l  | 250 000 $ | Dur (int.)   | Hsieh Su-wei Oksana Kalashnikova    | Galina Voskoboeva   | 6-3, 4-6, [10-4]  | Parcours |
| 5  | 24-07-2017 | Jiangxi Open Nanchang                      | Intern'l  | 250 000 $ | Dur (ext.)   | Jiang Xinyu Tang Qianhui            | Alla Kudryavtseva   | 6-3, 6-2          | Parcours |
| 6  | 10-06-2019 | Nature Valley Open Nottingham              | Intern'l  | 226 750 $ | Gazon (ext.) | Desirae Krawczyk Giuliana Olmos     | Ellen Perez         | 7-65, 7-5         | Parcours |

### Titre en double en WTA 125
| No | Date       | Nom et lieu du tournoi                                | Catégorie | Dotation  | Surface    | Partenaire   | Finalistes              | Score             |          |
| -- | ---------- | ----------------------------------------------------- | --------- | --------- | ---------- | ------------ | ----------------------- | ----------------- | -------- |
| 1  | 27-10-2014 | Yinzhou Bank International Women's Tennis Open Ningbo | WTA 125   | 125 000 $ | Dur (ext.) | Olga Savchuk | Han Xinyun Zhang Kailin | 4-6, 7-62, [10-6] | Parcours |

## Parcours en Grand Chelem

### En simple dames
| Année | Open d'Australie | Open d'Australie   | Internationaux de France | Internationaux de France | Wimbledon       | Wimbledon           | US Open         | US Open               |
| ----- | ---------------- | ------------------ | ------------------------ | ------------------------ | --------------- | ------------------- | --------------- | --------------------- |
| 2008  | Q3               | Angelika Bachmann  | —                        | —                        | —               | —                   | Q1              | Kristina Barrois      |
|       |                  |                    |                          |                          |                 |                     |                 |                       |
| 2010  | Q2               | Lourdes Domínguez  | Q2                       | Vitalia Diatchenko       | Q1              | E. Dzehalevich      | Q3              | Mandy Minella         |
| 2011  | 1er tour (1/64)  | Anne Keothavong    | Q1                       | Petra Cetkovská          | Q3              | Kristýna Plíšková   | Q1              | Lenka Juríková        |
| 2012  | Q1               | Victoria Larrière  | —                        | —                        | —               | —                   | —               | —                     |
| 2013  | Q3               | Maria João Koehler | —                        | —                        | —               | —                   | Q1              | Samantha Murray       |
| 2014  | Q1               | Heather Watson     | —                        | —                        | —               | —                   | Q2              | Zhu Lin               |
| 2015  | 1er tour (1/64)  | Mónica Puig        | —                        | —                        | —               | —                   | —               | —                     |
| 2016  | Q3               | Viktorija Golubic  | 1er tour (1/64)          | Ana Konjuh               | —               | —                   | Q2              | Han Xinyun            |
| 2017  | 1er tour (1/64)  | Caroline Wozniacki | Q1                       | Miyu Kato                | 2e tour (1/32)  | Zarina Diyas        | 2e tour (1/32)  | María Sákkari         |
| 2018  | Q1               | Marta Kostyuk      | Q1                       | Harmony Tan              | Q2              | Elena-Gabriela Ruse | Q2              | Jessica Pegula        |
| 2019  | Q1               | Karolína Muchová   | Q1                       | Conny Perrin             | 1er tour (1/64) | Taylor Townsend     | Q2              | Elena Rybakina        |
| 2020  | 2e tour (1/32)   | Kiki Bertens       | Q2                       | Vera Zvonareva           | Annulé          | Annulé              | 1er tour (1/64) | Madison Brengle       |
| 2021  | 1er tour (1/64)  | Madison Brengle    | Q1                       | Ankita Raina             | Q3              | Katie Swan          | Q1              | Rebecca Šramková      |
| 2022  | Q2               | Mirjam Björklund   | Q2                       | Cristina Bucșa           | —               | —                   | —               | —                     |
| 2023  | Q1               | Coco Vandeweghe    | Q2                       | Elizabeth Mandlik        | Q1              | Laura Siegemund     | Q1              | Marina Bassols Ribera |
| 2024  | Q1               | Léolia Jeanjean    | Q1                       | Lucija Ćirić Bagarić     | Q2              | Nuria Párrizas Díaz | 1er tour (1/64) | Wang Xinyu            |
| 2025  | Q2               | Eva Lys            | Q1                       | Tereza Valentová         | Q2              | Elsa Jacquemot      | Q1              | Tara Würth            |

N.B. : à droite du résultat se trouve le nom de l'ultime adversaire.

### En double dames
| Année | Open d'Australie                                                                          | Open d'Australie                                                                       | Internationaux de France                                                             | Internationaux de France                                                                 | Wimbledon                                                                                | Wimbledon                                                                              | US Open | US Open |
| ----- | ----------------------------------------------------------------------------------------- | -------------------------------------------------------------------------------------- | ------------------------------------------------------------------------------------ | ---------------------------------------------------------------------------------------- | ---------------------------------------------------------------------------------------- | -------------------------------------------------------------------------------------- | ------- | ------- |
| 2010  | —                                                                                         | —                                                                                      | 1er tour (1/32) Rodionova \|\| style="text-align:left;" \| Gallovits Oudin           | 1er tour (1/32) Rodionova \|\| style="text-align:left;" \| Dulko Pennetta                | 1er tour (1/32) Savchuk \|\| style="text-align:left;" \| Kudryavtseva Kustova            |                                                                                        |         |         |
| 2011  | —                                                                                         | —                                                                                      | —                                                                                    | —                                                                                        | 2e tour (1/16) Radwańska \|\| style="text-align:left;" \| Huber Raymond                  | —                                                                                      | —       |         |
| 2012  | 2e tour (1/16) An. Rodionova \|\| style="text-align:left;" \| S. Errani R. Vinci          | —                                                                                      | —                                                                                    | —                                                                                        | —                                                                                        | —                                                                                      | —       |         |
| 2013  | 1er tour (1/32) O. Rogowska \|\| style="text-align:left;" \| S. Janković M. Lučić         | —                                                                                      | —                                                                                    | —                                                                                        | —                                                                                        | —                                                                                      | —       |         |
| 2014  | 1er tour (1/32) T. Patterson \|\| style="text-align:left;" \| C. Black S. Mirza           | —                                                                                      | —                                                                                    | 2e tour (1/16) J. Gajdošová \|\| style="text-align:left;" \| A. Petkovic M. Rybáriková   | —                                                                                        | —                                                                                      |         |         |
| 2015  | 2e tour (1/16) An. Rodionova \|\| style="text-align:left;" \| S. Kuznetsova S. Stosur     | 1/8 de finale An. Rodionova \|\| style="text-align:left;" \| E. Makarova E. Vesnina    | 2e tour (1/16) An. Rodionova \|\| style="text-align:left;" \| M. Barthel L. Kichenok | 1er tour (1/32) K. Bondarenko \|\| style="text-align:left;" \| O. Govortsova L. Tsurenko |                                                                                          |                                                                                        |         |         |
| 2016  | 1/4 de finale An. Rodionova \|\| style="text-align:left;" \| Xu Y. Zheng S.               | 1er tour (1/32) An. Rodionova \|\| style="text-align:left;" \| T. Babos Y. Shvedova    | —                                                                                    | —                                                                                        | 1er tour (1/32) E. Svitolina \|\| style="text-align:left;" \| B. Krejčíková K. Siniaková |                                                                                        |         |         |
| 2017  | 1er tour (1/32) M. Brengle \|\| style="text-align:left;" \| L. Huber Sanchez              | —                                                                                      | —                                                                                    | 1er tour (1/32) An. Rodionova \|\| style="text-align:left;" \| A. Klepač M.J. Martínez   | 1er tour (1/32) Y. Putintseva \|\| style="text-align:left;" \| Chan Y.-j. M. Hingis      |                                                                                        |         |         |
| 2018  | 1er tour (1/32) N. Vikhlyantseva \|\| style="text-align:left;" \| K. Bondarenko A. Krunić | —                                                                                      | —                                                                                    | 2e tour (1/16) M. Zanevska \|\| style="text-align:left;" \| K. Bertens J. Larsson        | —                                                                                        | —                                                                                      |         |         |
| 2019  | 1er tour (1/32) E. Perez \|\| style="text-align:left;" \| Chan H.-c. Chan Y.-j.           | —                                                                                      | —                                                                                    | 2e tour (1/16) K. Kozlova \|\| style="text-align:left;" \| G. Dabrowski Xu Y.            | —                                                                                        | —                                                                                      |         |         |
| 2020  | 2e tour (1/16) J. Fourlis \|\| style="text-align:left;" \| E. Mertens A. Sabalenka        | —                                                                                      | —                                                                                    | Annulé                                                                                   | Annulé                                                                                   | 1er tour (1/16) S. Santamaria \|\| style="text-align:left;" \| E. Mertens A. Sabalenka |         |         |
| 2021  | 2e tour (1/16) S. Sanders \|\| style="text-align:left;" \| A. Guarachi D. Krawczyk        | 1er tour (1/32) L. Kichenok \|\| style="text-align:left;" \| N. Kichenok R. Olaru      | 2e tour (1/16) Z. Diyas \|\| style="text-align:left;" \| V. Gracheva O. Kalashnikova | 3e tour (1/8) An. Rodionova \|\| style="text-align:left;" \| M. Bouzková L. Hradecká     |                                                                                          |                                                                                        |         |         |
| 2022  | 1er tour (1/32) L. Kerkhove \|\| style="text-align:left;" \| B. Krejčíková K. Siniaková   | 1er tour (1/32) M. Brengle \|\| style="text-align:left;" \| S. Murray Sharan H. Watson | —                                                                                    | —                                                                                        | —                                                                                        | —                                                                                      |         |         |
| 2023  | 1er tour (1/32) P. Hule \|\| style="text-align:left;" \| D. Krawczyk D. Schuurs           | —                                                                                      | —                                                                                    | —                                                                                        | —                                                                                        | —                                                                                      | —       |         |
| 2024  | 2e tour (1/16) T. Preston \|\| style="text-align:left;" \| E. Alexandrova A. Kalinskaya   | —                                                                                      | —                                                                                    | —                                                                                        | —                                                                                        | —                                                                                      | —       |         |

N.B. : le nom de la partenaire se trouve sous le résultat ; les noms des ultimes adversaires se trouvent à droite.

### En double mixte
| Année | Open d'Australie                                                                  | Open d'Australie | Internationaux de France | Internationaux de France                                                          | Wimbledon | Wimbledon | US Open | US Open |
| ----- | --------------------------------------------------------------------------------- | ---------------- | ------------------------ | --------------------------------------------------------------------------------- | --------- | --------- | ------- | ------- |
| 2014  | 1er tour (1/16) Kyrgios \|\| style="text-align:left;" \| Peschke Matkowski        | —                | —                        | —                                                                                 | —         | —         | —       |         |
| 2015  | 1er tour (1/16) Mirnyi \|\| style="text-align:left;" \| Spears González           | —                | —                        | 1er tour (1/32) Ram \|\| style="text-align:left;" \| Husárová Begemann            | —         | —         |         |         |
| 2016  | 1er tour (1/16) Reid \|\| style="text-align:left;" \| Stosur Peers                | —                | —                        | —                                                                                 | —         | —         | —       |         |
| 2017  | 1er tour (1/16) Smith \|\| style="text-align:left;" \| Mattek-Sands Bryan         | —                | —                        | —                                                                                 | —         | —         | —       |         |
| 2018  | 1er tour (1/16) Smith \|\| style="text-align:left;" \| King Škugor                | —                | —                        | —                                                                                 | —         | —         | —       |         |
|       |                                                                                   |                  |                          |                                                                                   |           |           |         |         |
| 2020  | 1er tour (1/16) Harris \|\| style="text-align:left;" \| Chan Dodig                | Annulé           | Annulé                   | Annulé                                                                            | Annulé    | Annulé    | Annulé  |         |
| 2021  | 1/4 de finale Purcell \|\| style="text-align:left;" \| Sanders Polmans            | —                | —                        | 1/8 de finale Vasilevski \|\| style="text-align:left;" \| Melichar Roger-Vasselin | —         | —         |         |         |
| 2022  | 1/8 de finale Polmans \|\| style="text-align:left;" \| Mladenovic Dodig           | —                | —                        | —                                                                                 | —         | —         | —       |         |
|       |                                                                                   |                  |                          |                                                                                   |           |           |         |         |
| 2024  | 1er tour (1/16) M. Purcell \|\| style="text-align:left;" \| L. Siegemund S. Gillé |                  |                          |                                                                                   |           |           |         |         |

N.B. : le nom du partenaire se trouve sous le résultat ; les noms des ultimes adversaires se trouvent à droite.

## Parcours en WTA 1000
Les WTA 1000 constituent les catégories d'épreuves les plus prestigieuses, après les quatre levées du Grand Chelem.

### En simple dames
| Année |       |              |       |        |      |        |            |       |       |                                |  |  |
| Doha  | Dubaï | Indian Wells | Miami | Madrid | Rome | Canada | Cincinnati | Pékin | Wuhan | Wuhan                          |  |  |
| Doha  | Dubaï | Indian Wells | Miami | Madrid | Rome | Canada | Cincinnati | Pékin | Wuhan | Wuhan                          |  |  |
| Doha  | Dubaï | Indian Wells | Miami | Madrid | Rome | Canada | Cincinnati | Pékin | Wuhan | Wuhan                          |  |  |
| 2024  |       |              |       |        |      |        |            |       |       | 1er tour (1/64) E. Cocciaretto |  |  |

Sous le résultat, l’ultime adversaire.
1. 1 2   Les tournois de Doha et Dubaï alternent le statut de tournoi WTA 1000 (ex Premier 5) entre 2009 et 2023 : les trois premières éditions ont lieu à Dubaï, les trois suivantes à Doha, puis Dubaï accueille le tournoi de cette catégorie les années impaires et Dubaï les années paires. De 2011 à 2023, la ville qui n’accueille pas de WTA 1000 organise à la place un tournoi WTA 500 (ex Premier).
2. 1 2 3 4 5 6   L’ordre de déroulement des tournois a évolué depuis 2009 : Rome se dispute avant Madrid et Cincinnati avant Montréal/Toronto jusqu’en 2010, tandis que Tokyo (2009-2013)-Wuhan (2014-2019, 2024-)-Guadalajara (2022-2023) ont lieu avant Pékin jusqu’en 2023.

Nota: à partir de 2024, le nombre de tournois de cette catégorie passe à 10 par saison et l'alternance entre Dubaï et Doha est supprimée. Le codage Wiki actuel ne permet l'affichage que du résultat de Dubaï si la joueuse a également joué Doha.

## Parcours aux Jeux olympiques

### En double dames
| # | Date       | Nom de l'olympiade                  | Surface    | Résultat        | Partenaire          | Ultimes adversaires              | Score    |          |
| - | ---------- | ----------------------------------- | ---------- | --------------- | ------------------- | -------------------------------- | -------- | -------- |
| 1 | 06/08/2016 | Olympic Tennis Event Rio de Janeiro | Dur (ext.) | 1er tour (1/16) | Anastasia Rodionova | Ekaterina Makarova Elena Vesnina | 6-1, 6-2 | Parcours |

## Parcours en Fed Cup
| #                                                                   | Date       | Lieu       | Surface      | Gagnante(s)                     | Perdante(s)                     | Score         |          |
| ------------------------------------------------------------------- | ---------- | ---------- | ------------ | ------------------------------- | ------------------------------- | ------------- | -------- |
|                                                                     |            |            |              |                                 |                                 |               |          |
| 2016 - 1er tour (groupe mondial II) - Slovaquie - Australie - 2 : 3 |            |            |              |                                 |                                 |               |          |
| 1                                                                   | 06/02/2016 | Bratislava | Dur (int.)   | Anna K. Schmiedlová             | Arina Rodionova                 | 5-7, 7-5, 6-0 | Parcours |
|                                                                     |            |            |              |                                 |                                 |               |          |
| 2016 - Barrage (groupe mondial I) - Australie - États-Unis - 0 : 4  |            |            |              |                                 |                                 |               |          |
| 2                                                                   | 16/04/2016 | Brisbane   | Terre (ext.) | Bethanie Mattek Coco Vandeweghe | Daria Gavrilova Arina Rodionova | 6-1, 6-4      | Parcours |

## Classements WTA en fin de saison
| Année          | 2005 | 2006 | 2007 | 2008 | 2009 | 2010 | 2011 | 2012 | 2013 | 2014 | 2015 | 2016 | 2017 | 2018 | 2019 | 2020 | 2021 | 2022 | 2023 | 2024 |
| Rang en simple | 779  | 506  | 322  | 285  | 204  | 185  | 238  | 269  | 201  | 260  | 333  | 189  | 117  | 168  | 207  | 168  | 152  | 297  | 148  | 134  |
| Rang en double | 812  | 338  | 173  | 108  | 103  | 95   | 121  | 109  | 151  | 65   | 56   | 81   | 88   | 96   | 95   | 69   | 64   | 252  | 623  | 265  |

Source : (en) Classements de Arina Rodionova sur le site officiel de la Fédération internationale de tennis